# مورغان وودورد
مورغان وودورد (بالإنجليزية: Morgan Woodward)‏ هو ممثل أمريكي، ولد في 16 سبتمبر 1925 بفورت وورث في الولايات المتحدة.

## أعمال

### أفلام
- (1967) كول هاند لوك[5]

## وصلات خارجية
- مورغان وودورد على موقع IMDb (الإنجليزية)
- مورغان وودورد على موقع روتن توميتوز (الإنجليزية)
- مورغان وودورد على موقع ألو سيني (الفرنسية)
- مورغان وودورد على موقع أول موفي (الإنجليزية)
- مورغان وودورد على موقع قاعدة بيانات الأفلام السويدية (السويدية)
- مورغان وودورد على موقع إن إن دي بي (الإنجليزية)
- مورغان وودورد على موقع قاعدة بيانات الفيلم (الإنجليزية)
- مورغان وودورد على موقع كينوبويسك (الروسية)